# 米爾頓米爾斯 (新罕布什爾州)
米爾頓米爾斯（英語：Milton Mills）是位於美國新罕布什爾州斯特拉佛縣的普查規定居民點。

## 人口
根據2020年美國人口普查的數據，米爾頓米爾斯的面積為2.26平方千米，當中陸地面積為2.23平方千米，而水域面積為0.02平方千米。當地共有人口313人，而人口密度為每平方千米138.5人。